# Aliaj sodiu–potasiu
Aaliajul sodiu–potasiu (sau NaK) este un aliaj lichid la temperaturi ambientale. Este foarte reactiv la expunerea la aer.. Este folosit ca agent de răcire al unor reactori nucleari. Are tensiune superficială ridicată.